# Агілар-де-Кодес
Агілар-де-Кодес (ісп. Aguilar de Codés) — муніципалітет в Іспанії, у складі автономної спільноти Наварра. Населення — 108 осіб (2009).
Муніципалітет розташований на відстані близько 270 км на північний схід від Мадрида, 65 км на захід від Памплони.

## Демографія
Динаміка населення (INE ):

## Галерея зображень

Розташування муніципалітету
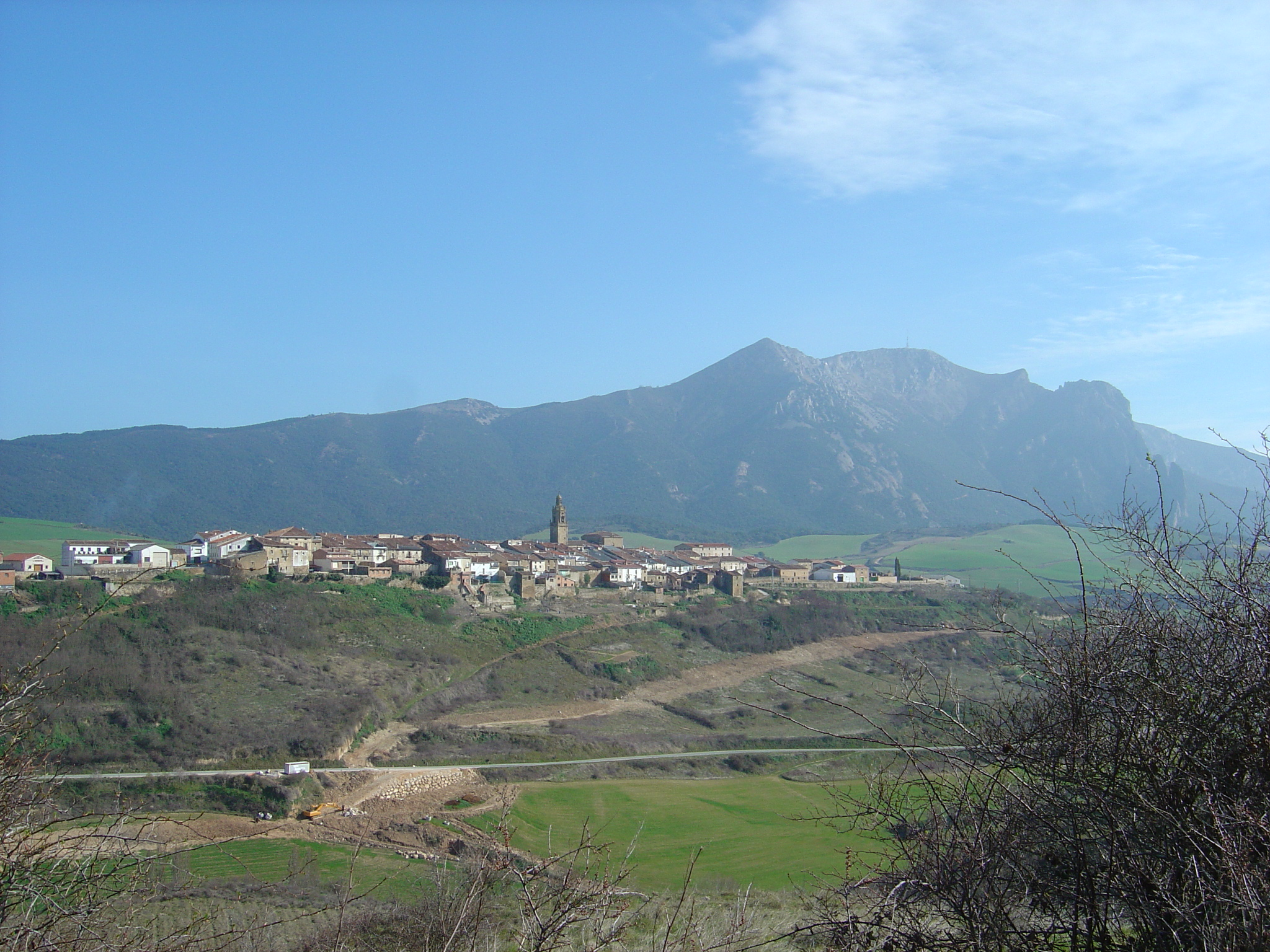
Агілар-де-Кодес
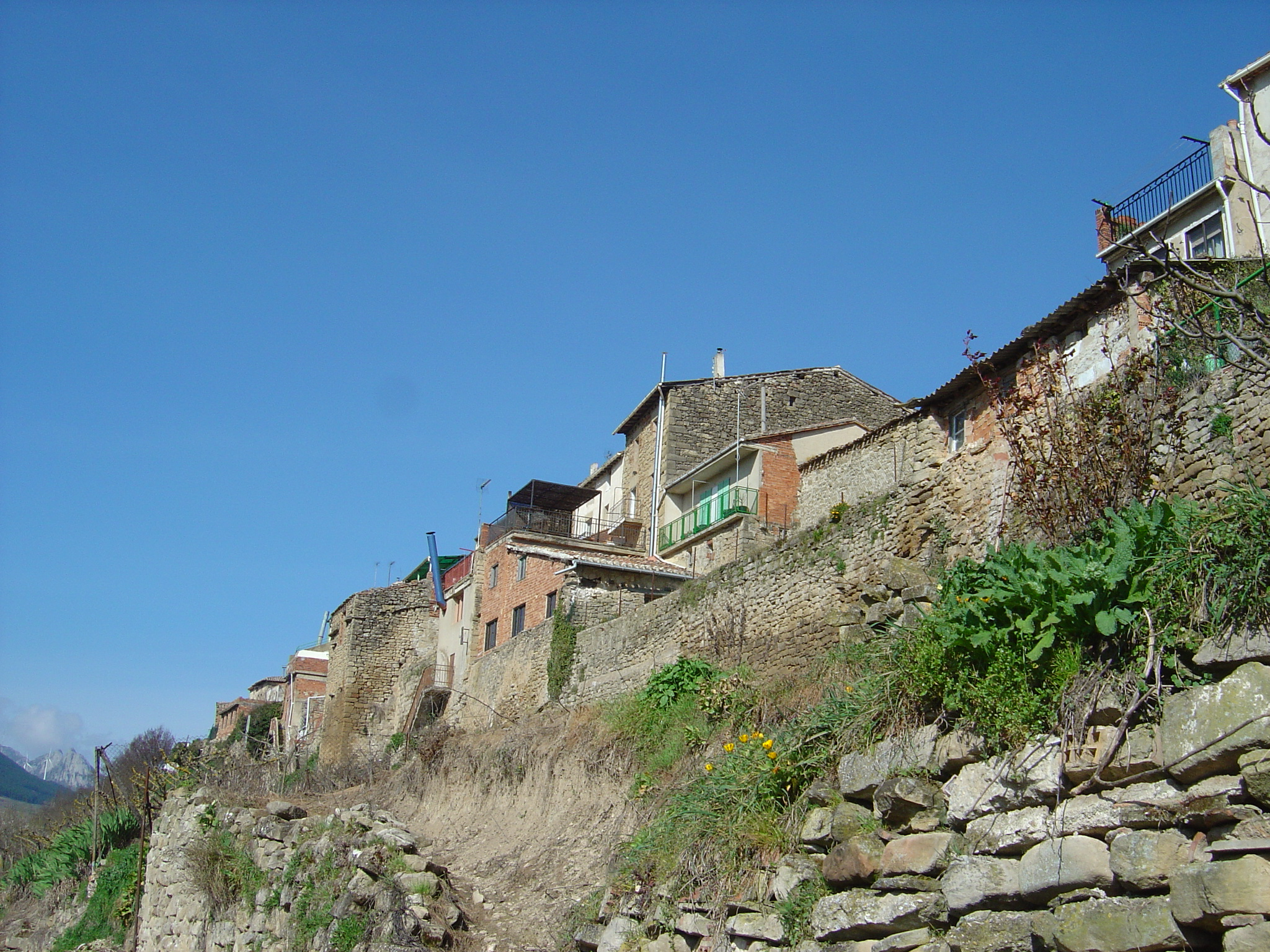
Агілар-де-Кодес